# Homopolymer
Homopolymere sind Polymere, die aus nur einer (realen oder gedachten) Monomerart aufgebaut sind. Sie besitzen nur eine Wiederholeinheit: 
Polymere wie Polyethylenterephthalat oder Polyamid 6.6, die zwingend aus zwei verschiedenen Monomeren hergestellt werden, werden meist als Homopolymere betrachtet, da sich jeweils nur eine charakteristische Wiederholeinheit ausbilden kann. 
Homopolymere stehen im Gegensatz zu Copolymeren, die aus Monomeren unterschiedlicher Art aufgebaut sind. Es kann sich beispielsweise um ein statistisches Copolymer handeln: